# Bouw Lemkes
Bouwe (Bouw) Lemkes (Alphen aan den Rijn, 27 juni 1924 – Utrecht, 20 januari 2016) was een Nederlands violist.
Hij was zoon van kweker Jan Cornelis Lemkes en Elisabeth Vellekoop. In 1951 trouwde hij met medestudente Jeanne Vos,
Net als zijn vriendin en latere vrouw kreeg hij zijn opleiding van Jos de Klerk (Conservatorium van Amsterdam) en Oskar Back (Muzieklyceum Amsterdam). Zijn eerst bekende optreden vond plaats in 1943 tijdens een concert in Leiden (Waalse Kerk 26 december 1943) Hij legde zijn solistenexamen “pas” in 1951 af in de Bachzaal van het Amsterdams Conservatorium.
Ze zouden langdurig samen optrekken. In de jaren vijftig was het echtpaar verbonden aan het Kunstmaandorkest maar timmerde ook al als duo aan de weg binnen de kamermuziek, ze speelde binnen het Nederlands Kamerorkest (1955-1959). Vanaf 1959 tot 1966 was ze samen met haar man violist en concertmeester in het Utrechts Stedelijk Orkest.
In 1959 was Lemkes betrokken bij de eerste uitvoering van het strijktrio (Trio a cordes) van Rudolf Escher. Dat werk kwam onder grote druk tot stand en Escher wilde eerst een proefuitvoering in besloten kring. Lemkes (ditmaal op altviool speelde het samen met Joke Vermeulen (viool) en Anner Bijlsma (cello) op 10 oktober 1959 in de collegezaal van het Natuurkundig Laboratorium in Eindhoven. Genoemde trio was op generlei wijze betrokken bij de uiteindelijke wereldpremière op 17 januari 1960. Dit aldus een briefwisseling met latere toelichting tussen Escher en Peter Schat.
Ze traden veelvuldig op als vioolduo, zoals in 1960 in de kleine zaal van het Concertgebouworkest. De recensent van De Tijd omschreef het duo in werken variërend van de 18e (Joseph Haydn) tot de 20e eeuw (Jan Felderhof) als
Virtuozen die zich niet in techniek verliezen
Gedurende de jaren bleef het duo optreden binnen allerlei stijlen waaronder dodecafonie en microtonaliteit, zoals werk van Adriaan Fokker. Er werden wel speciaal voor het duo werken geschreven door Hans Kox (Serenade voor twee violen), Henk Badings (onder meer Sonate V en Sonate VI, voor twee violen in het 31-toonsysteem), Bill Coates en Anton de Beer, die laatste was organist van het Fokkerorgel (31-toonsstemming). Ze brachten ze ten gehore in zowel Europa als Amerika.
Ondertussen gaf Bouw Lemkes les aan het Conservatorium van Amsterdam. Lemkes had ook wel zitting in jury’s voor bijvoorbeeld het Nationaal Vioolconcours Oskar Back. Lemkes bespeelde jarenlang een viool gebouwd door Francesco Goffriller rond 1725. Het instrument werd in 2011 door Lemkes deels verkocht en gedoneerd aan de Stichting Nationaal Muziekinstrumenten Fonds. Als bespelers volgden Maria Milstein (2011-2013), Cécile Gouder de Beauregard (2013-2016), Thijmen Huisingh (2016) en Judith van Driel (2017-).
Van het echtpaar is vooralsnog één opname beschikbaar; ze speelde samen met Concert voor twee violen en orkest van Robert de Roos onder begeleiding van het Omroep Orkest onder leiding van Leo Driehuis.
Op 13 december 2020 verzorgden violisten Emmy Storms en Joseph Puglia een eerbetoon aan het duo in het Muziekgebouw aan 't IJ.